# Steatoda medialis
Steatoda medialis är en spindelart som först beskrevs av Banks 1898.  Steatoda medialis ingår i släktet vaxspindlar, och familjen klotspindlar. Inga underarter finns listade i Catalogue of Life.